# Ainay-le-Vieil

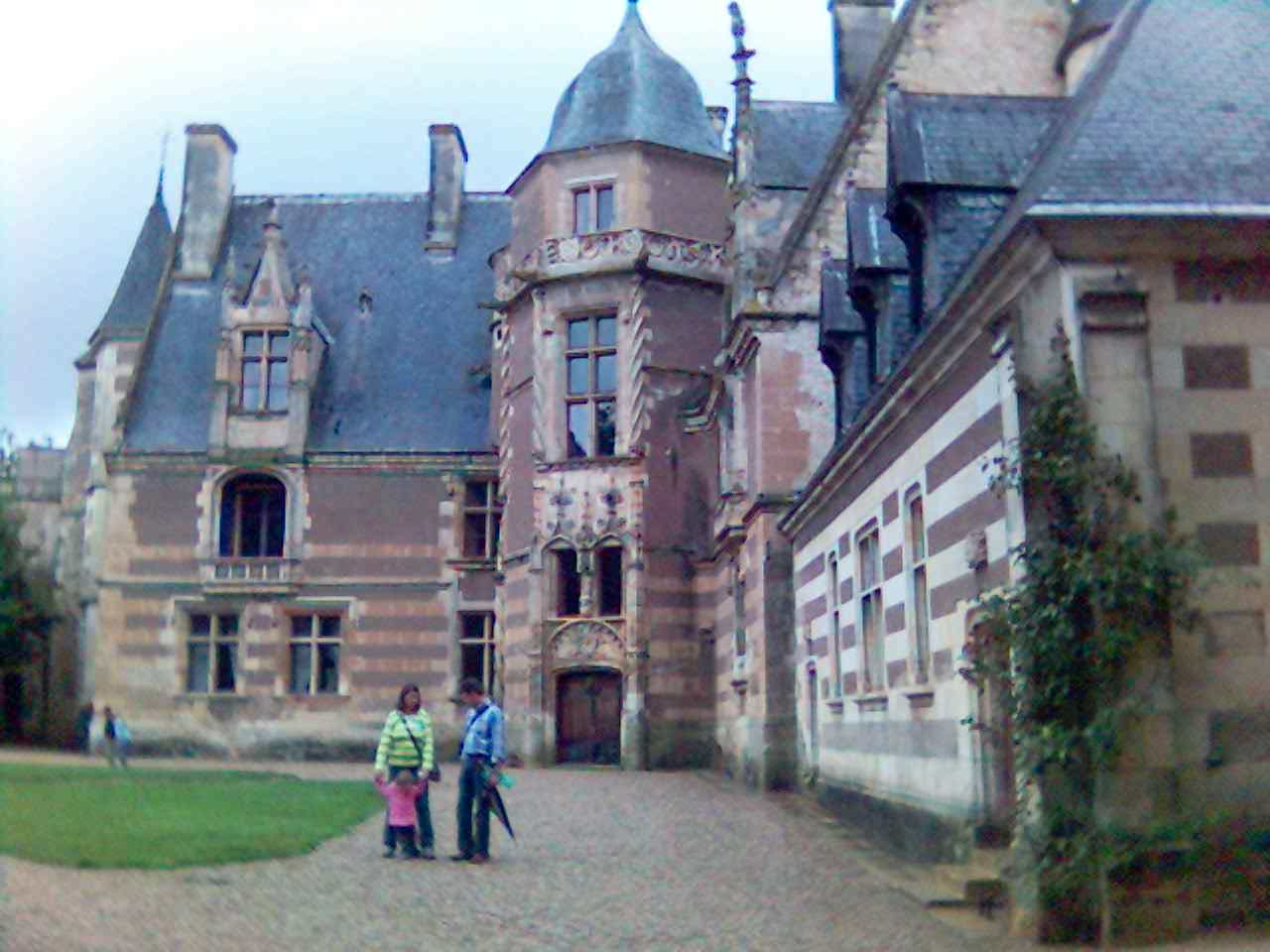
Ainay-le-Viel, 2006

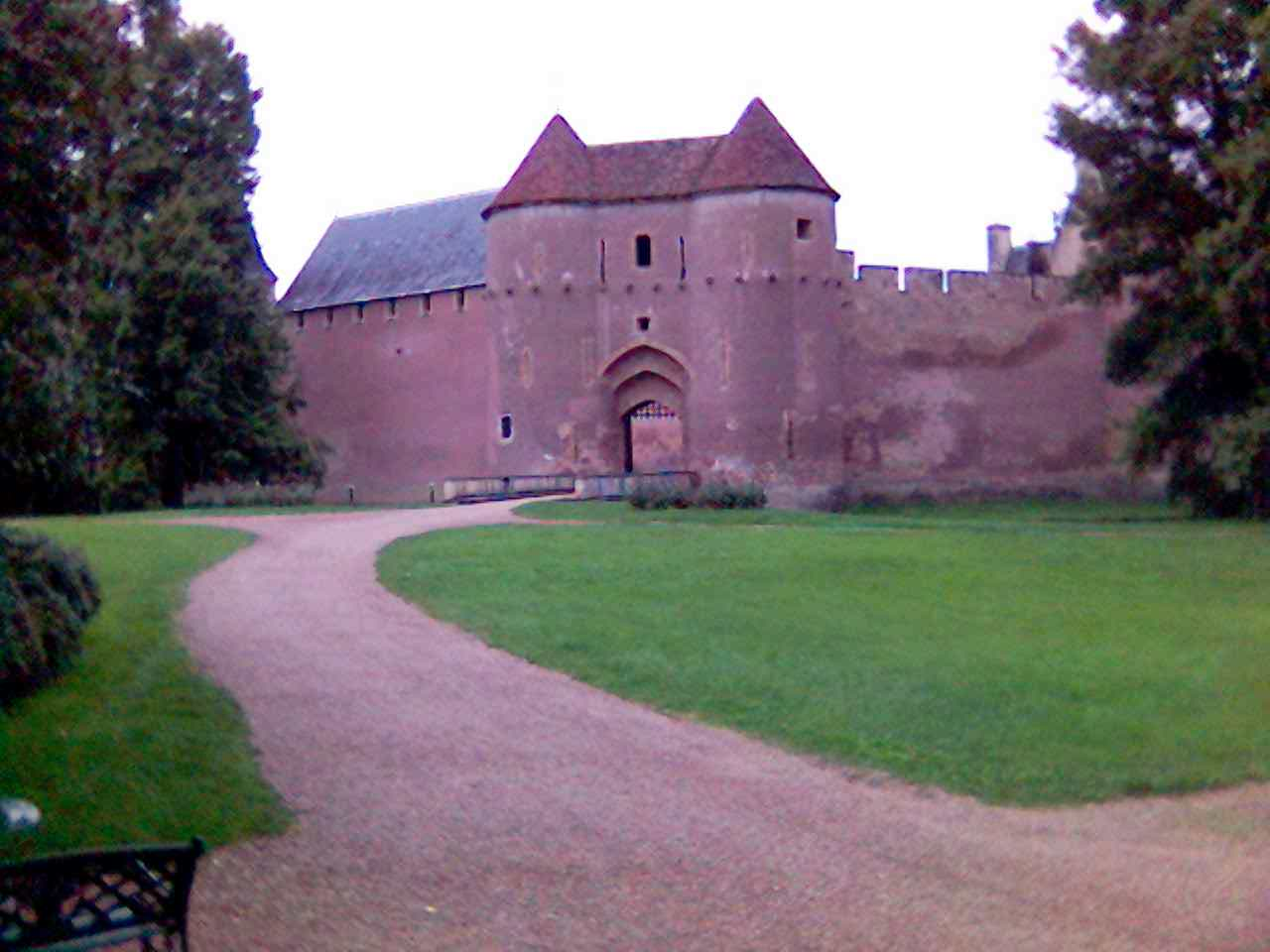
Ringmuren

Ainay-le-Vieil är en kommun i departementet Cher i regionen Centre-Val de Loire i de centrala delarna av Frankrike. Kommunen ligger i kantonen Saulzais-le-Potier som tillhör arrondissementet Saint-Amand-Montrond. År 2022 hade Ainay-le-Vieil 191 invånare. Några kilometer söder om kommunen ligger Saint-Amand-Montrond.
Kommunen domineras av ett medeltida/renässansslott med samma namn.
Slottet ägs sedan 1467 av ättlingarna till familjen Bigny som lät bygga det. Dessa bor fortfarande i en del av slottet medan den andra är avsedd för visningar. Familjen äger flera souvenirer från Colbert, Marie-Antoinette och Napoleon I. Utanför slottet finns bland annat en enorm rosenträdgård.

## Befolkningsutveckling
Antalet invånare i kommunen Ainay-le-Vieil
Referens:INSEE